# Cyrtodactylus condorensis
Cyrtodactylus condorensis är en ödleart som beskrevs av  Smith 1921. Cyrtodactylus condorensis ingår i släktet Cyrtodactylus och familjen geckoödlor. Inga underarter finns listade i Catalogue of Life.